# Ralph Vary Chamberlin
Ralph Vary Chamberlin, född 1879 i Salt Lake City, Utah, USA, död 1967. Amerikansk zoolog. Han blev filosofie doktor vid Cornell University 1904 och var professor i zoologi vid Brigham Young University 1908–1911 samt vid University of Utah 1925–1938. Han bosatte sig hos goshuteindianerna för att studera växter och skrev då Ethnobotany of the Gosiute Indians of Utah.
Han beskrev 77 släkten och 1 001 arter mellan 1904 och 1958.